# Man Ray
Man Ray, właśc. Emmanuel Rudnitzky/Radnitzky (ur. 27 sierpnia 1890 w Filadelfii, zm. 18 listopada 1976 w Paryżu) – amerykański fotografik i reżyser. Jego twórczość zaliczana jest do dadaizmu i surrealizmu.

## Życiorys
Pierwsze swoje znaczące fotografie wykonał w 1918, mieszkając w Filadelfii. Już wtedy malował i tworzył awangardowe filmy.
Mieszkając w Nowym Jorku, ze swoim przyjacielem Marcelem Duchamp, stworzył amerykański nurt dadaizmu, który rozpoczął się w Europie jako radykalne odrzucenie tradycyjnej sztuki. Był współzałożycielem grupy artystów znanych jako Others.
Po kilku nieudanych próbach, a zwłaszcza po publikacji jednego numeru New York Dada w 1920, Man Ray stwierdził, „Dadaizm nie może żyć w Nowym Jorku bo cały Nowy Jork jest dada”, i w 1921 by żyć i tworzyć przybył do Francji do Paryża. Zamieszkał w dzielnicy artystów Montparnasse. Tam stał się wielbicielem francuskiej modelki Alice Prin (Kiki), często nazywanej „Kiki z Montparnasse”, która pozowała znanym ówczesnym malarzom. Później sama stała się jego ulubionym obiektem do fotografowania oraz została piosenkarką kabaretową.
Przez następne 20 lat, żyjąc na Montparnasse, Man Ray zrewolucjonizował sztukę fotografii, a wielcy twórcy, tacy jak: James Joyce, Gertrude Stein, Jean Cocteau, pozowali do jego zdjęć.
Wraz z Jeanem Arpem, Maxem Ernstem, André Massonem, Joanem Miró i Pablem Picassem zaprezentował swoje dzieła na pierwszej wystawie surrealizmu w Galerie Pierre w Paryżu w 1925.
W 1934 Meret Oppenheim artystka surrealistyczna (znana ze swoich dzieł, takich jak pokryte futrem filiżanki), pozowała dla Man Raya, co zaowocowało stworzeniem serii fotografii przedstawiających w sposób surrealistyczny nagą artystkę stojącą obok prasy drukarskiej.
Wraz z fotografką Lee Miller – swoją kochanką i współpracowniczką – wymyślił fotograficzną technikę pseudosolaryzacji. Ray stworzył również technikę, którą nazwał z ang. rayographs (rayografia).
W późniejszym okresie życia Man Ray na kilka lat wrócił do USA i zamieszkał w Los Angeles. Jednakże, jak sam mawiał, to Montparnasse było jego domem i powrócił, aby tam spędzić resztę życia. Zmarł 18 listopada 1976. Został pochowany na paryskim Cmentarzu Montparnasse.
Jego epitafium można sparafrazować jako: „Niefrasobliwy, ale nie obojętny”.

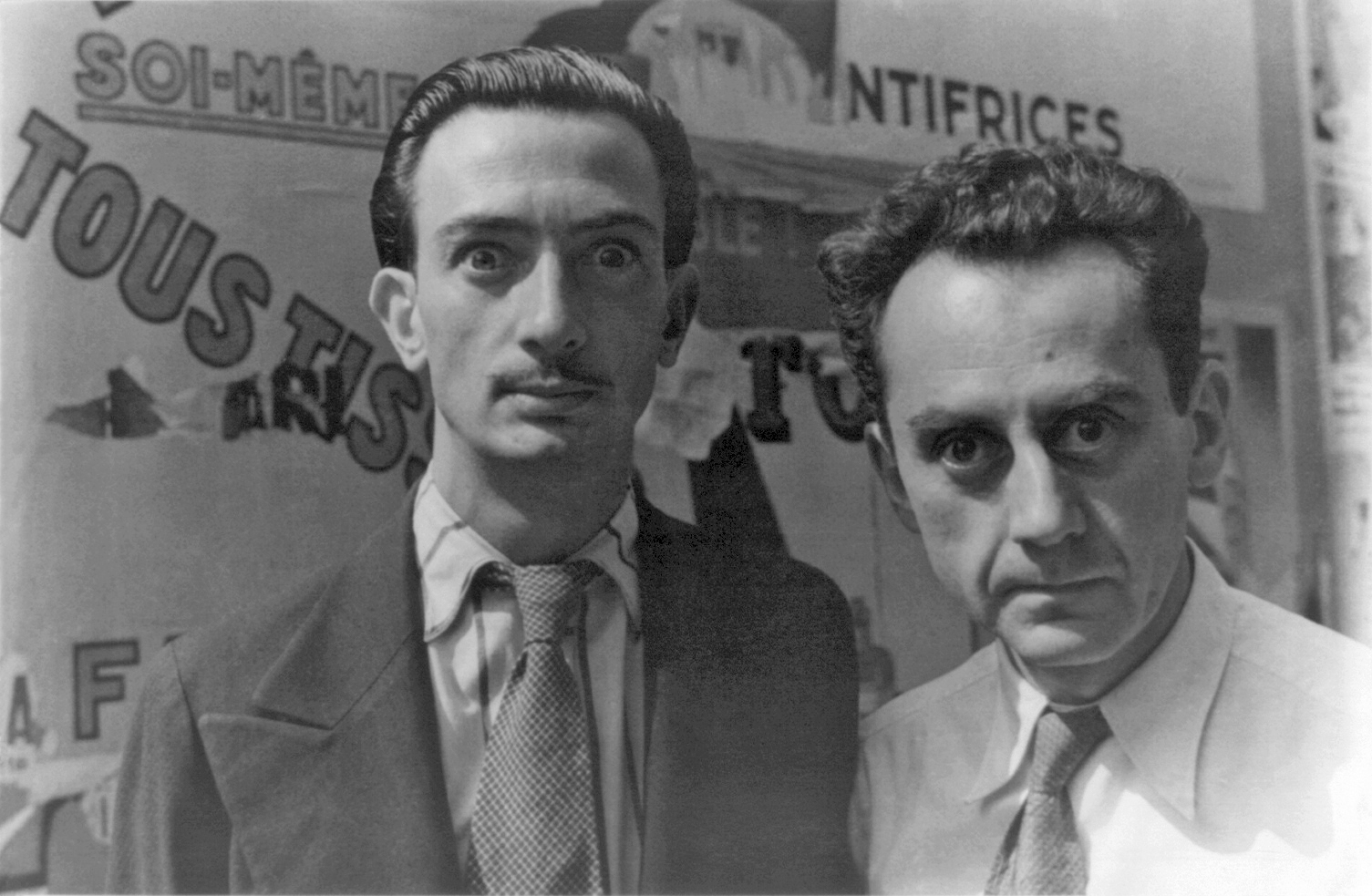
Salvador Dalí i Ray (autorstwa Carla van Vechtena; Paryż, 1934)
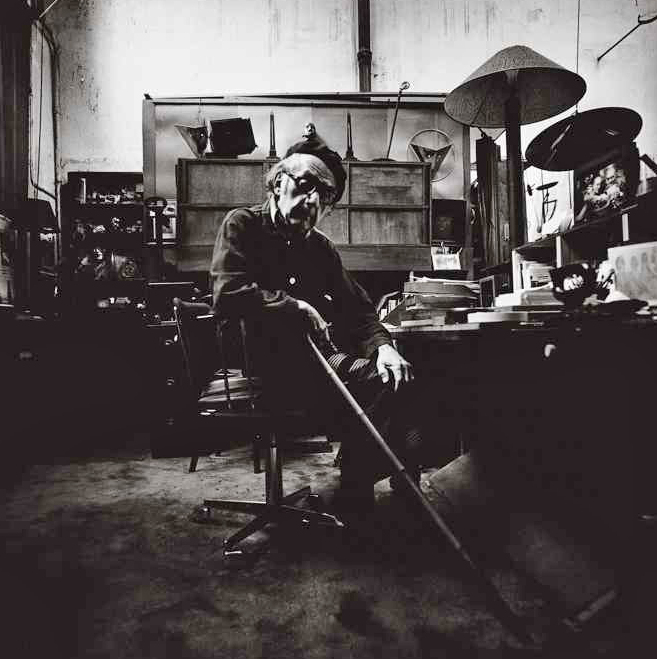
Ray (aut. Lothar Wolleh; Paryż, 1975)
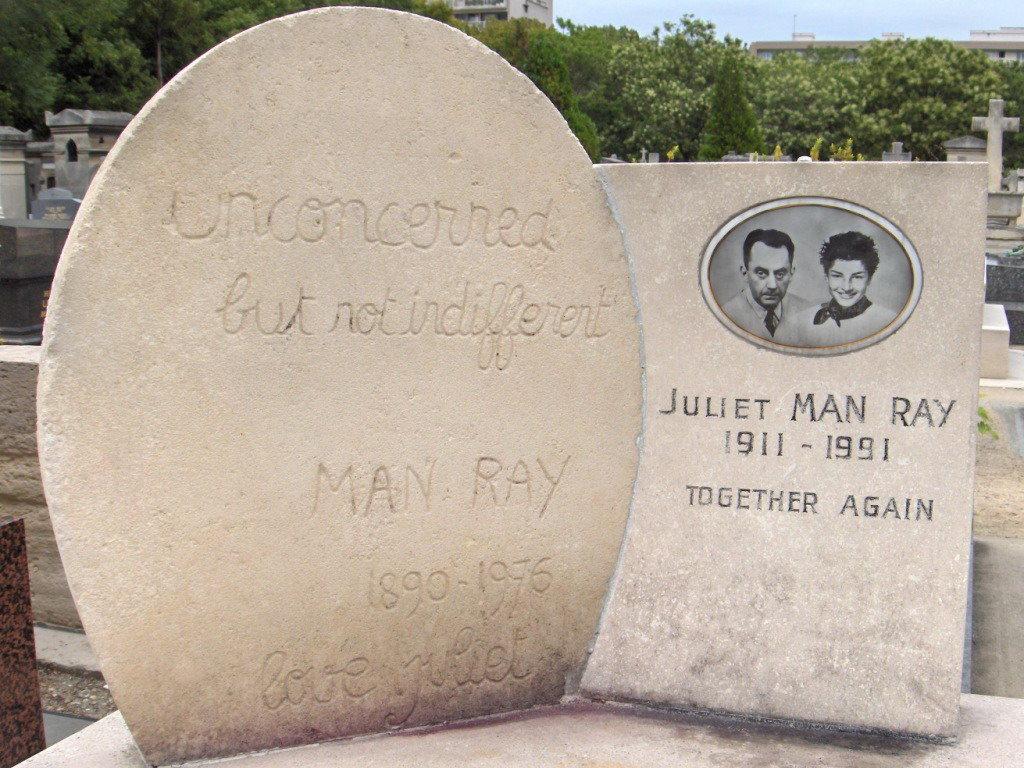
Grób Raya (cmentarz Montparnasse, Paryż)